# Булдынка (Лиманский район)
Булдынка (укр. Булдинка) — село, относится к Лиманскому району Одесской области Украины.
Население по переписи 2001 года составляло 58 человек. Почтовый индекс — 67551. Телефонный код — 48. Занимает площадь 0,78 км². Код КОАТУУ — 5122755402.

## Местный совет
67550, Одесская обл., Лиманский р-н, пгт Новые Беляры, ул. Лиманная, 8